# Strumigenys hemichlaena
Strumigenys hemichlaena is een mierensoort uit de onderfamilie van de Myrmicinae. De wetenschappelijke naam van de soort is voor het eerst geldig gepubliceerd in 1971 door Brown.